# Sportcomplex Sorghvliedt
Le Sportcomplex Sorghvliedt  est un hall omnisports situé à Anvers, dans la province d'anvers, où évolue le KV Sasja HC Hoboken club de première division national et le club de handball féminin, le DHW Antwerpen, qui évolue également en première division national.

## Caractéristique
le Sportcomplex De Damburg possède une capacité de 950 sièges et la surface de la salle est du parquet.

## Événements
- Final Four de la BeNeLux Liga 2010-2011

## Liste des équipes sportives
- Handball:KV Sasja HC Hoboken
- Handball:DHW Antwerpen
- Volley-ball:Topvolley Precura